# Дегтярёв, Сергей Юрьевич
Серге́й Юрьеви́ч Дегтярёв (род. 4 декабря 1972, Свердловск, РСФСР, СССР) — российский политический и общественный деятель. Глава города  Нефтеюганска с 2016 до 2021 год.

## Биография
Родился 4 декабря 1972 года в Свердловске.
В 1994—1995 окончил Уральскую государственную юридическую академию по специальности «Юриспруденция».
1993 год — инженер отдела материально-технического снабжения Строительно-монтажного управления № 2 ПО «Юганскнефтегаз», г. Нефтеюганск.
1994—1995 годы — следователь Нефтеюганской межрайонной прокуратуры, г. Нефтеюганск.
1995—2003 годы — адвокат юридической консультации № 2 Коллегии адвокатов Ханты-Мансийского автономного округа — Югры, г. Нефтеюганск.
2003—2008 годы — заведующий Нефтеюганского филиала № 4 Коллегии адвокатов Ханты-Мансийского автономного округа — Югры, г. Нефтеюганск.
2008—2011 годы — депутат Думы Ханты-Мансийского автономного округа — Югры 4 созыва на постоянной профессиональной основе.
2011—2016 годы — заместитель Председателя Думы, руководитель фракции «Единая Россия» в Думе ХМАО, председатель Комитета Думы по законодательству, вопросам государственной власти и местному самоуправлению.
Сентябрь 2016 — октябрь 2016 — депутат Думы Ханты-Мансийского автономного округа — Югры шестого созыва.
С октября 2016 года — Глава города Нефтеюганска. В то же время завёл личный аккаунт ВКонтакте Архивная копия от 15 января 2021 на Wayback Machine для общения с жителями города.
В январе 2019 года сотрудники ФСБ России провели в администрации города оперативно-розыскные мероприятия, мотивируя их подозрением в отношении Дегтярева С. Ю.в превышении должностных полномочий. После 12 часов действий Дегтярев был доставлен в больницу и госпитализирован. Уголовное дело было возбуждено руководителем 4 ГСУ СК РФ в середине февраля, но уже через несколько дней было прекращено заместителем Генерального прокурора РФ за отсутствием состава преступления, обвинений не было предъявлено, от должности не отстранён.

## Личная жизнь
Женат, есть двое детей.